# معبر الظاهرية
معبر الظاهرية، ويعرف أيضاً معبر ميتار، هو معبر يقع بمحافظة الخليل جنوب الضفة الغربية، والى الجنوب من مدينة الخليل وبالقرب من مدينة الظاهرية.
يعتبر معبر الظاهرية ثاني المعابر الرئيسية بعد معبر ترقوميا في محافظة الخليل وفي الجدار العازل، يربط الأراضي الفلسطينية 1967 وأراضي عام 48.

## الاستخدام
يستخدم لمرور المركبات والبضائع من إسرائيل إلى جنوب الضفة الغربية، وكذلك لمرور الأشخاص والعمال.